# 9435 Odafukashi
9435 Odafukashi eller 1997 CK20 är en asteroid i huvudbältet som upptäcktes den 12 februari 1997 av den japanska astronomen Takao Kobayashi vid Ōizumi-observatoriet. Den är uppkallad efter Fukashi Oda.
Asteroiden har en diameter på ungefär 3 kilometer.